# Lei de Richter
A Lei das proporções recíprocas ou também como é conhecida a Lei de Richter-Wenzel é uma das chamadas Leis estequiométricas|leis estequiométricas e foi enunciada pela primeira vez por Jeremias Benjamin Richter em 1792 no livro que estabeleceu os fundamentos da estequiometria, que completou o trabalho anteriormente realizado por Carl Friedrich Wenzel, que em 1777 publicou pela primeira vez tabelas de pesos de equivalência para ácidos e bases. É importante para a história da química e para o desenvolvimento do conceito de Mol e da fórmula química. Esta lei permite estabelecer o peso equivalente ou grama equivalente de peso, que é a quantidade de um elemento ou composto que irá reagir com uma quantidade fixa de uma substância de referência.

## Enunciado da lei
"As massas de dois elementos diferentes que se combinam com a mesma quantidade de um terceiro elemento, mantêm a mesma relação que as massas desses elementos quando se combinam."

## Aplicação
Exemplo com compostos de oxigênio reagindo ccom cloro e fósforo, partindo do dicloreto de oxigênio, {\displaystyle {\ce {OCl_2}}}, e do trióxido de difósforo, {\displaystyle {\ce {P_{2}O_3}}}. As massas de Cl e P para cada grama de oxigênio em seus respectivos compostos são 4,432 g Cl / g O e 1,291 g P / g O, dos quais se obtém uma razão de 4,432 / 1,291 = 3,43 g. Cl / g P. Se cloro e fósforo são agora combinados entre si, o tricloreto de fósforo é obtido, {\displaystyle {\ce {PCl_3}}} onde a proporção de massa é 3,43 g Cl / g P o igual ao apurado anteriormente.
| Composto                     | O     | Cl    | P     |
| ---------------------------- | ----- | ----- | ----- |
| {\displaystyle {\ce {OCl2}}} | 1,000 | 4,432 | 0     |
| {\displaystyle {\ce {P2O3}}} | 1,000 | 0     | 1,291 |
| {\displaystyle {\ce {PCl3}}} | 0     | 4,432 | 1,291 |